# 大田洼乡
大田洼乡，是中华人民共和国河北省张家口阳原县下辖的一个乡镇级行政单位。位于阳原县东南部，东与宣化县接壤，南与蔚县为邻，距县城60公里。
东亚最早的旧石器时代文化遗址之一的小长梁遗址发现于大田洼乡境内。

## 行政区划
大田洼乡下辖以下地区：
大田洼村、东谷沱村、小田洼村、官厅村、山兑村、小井头村、大井头村、罗庄子村、石粮地村、张家沟村、贾庄子村、朝阳沟村、高家背村、葡萄湾村、杨家窑村、柳沟村、油房村和岑家湾村。